# Here We Go Again, Rubinot!
Here We Go Again, Rubinot! è un film cortometraggio di fantascienza del 2017 scritto, prodotto e diretto da Giuliano Tomassacci.
Le musiche originali sono di Andrew Powell.
È noto anche con l’acronimo HWGAR! e introduce il sistema e metodo sperimentale di video multi-canale Split-Vision, ideato da Tomassacci e basato su dispositivi di uso quotidiano organizzati modularmente in varie configurazioni durante la visione di contenuti audiovisivi.

## Trama
Rubinot, una ginoide misteriosa ed enigmatica dall'aspetto ultraterreno, viaggia nel tempo nell'intento di riuscire a condividere la sua particolare modalità di visione.
Dopo vari e leggendari avvistamenti nel corso degli anni, viene ritrovata sul finire degli anni sessanta in una caverna del Vermont da due fratellini che la proteggono e ne serbano il nascondiglio fin quando decidono di condurvi anche la loro giovane madre.
Successivamente il robot tenta di spiegare la sua visione negli anni settanta ad una commissione scientifica internazionale guidata dal ricercatore svedese Hollander-Movao e dalla sovietica Irina Y. Kirbuk, sulle sue tracce da tempo e intenzionati a carpirne i segreti.
Ma Rubinot, dopo aver esaminato le risorse a disposizione nel laboratorio in cui gli scienziati la interrogano e la studiano nell'intenzione di comprenderne le sue origini e il funzionamento, rinuncia al suo intento a causa delle limitazioni tecnologiche dell'epoca.
Riappare quindi di nuovo ai giorni nostri per confrontarsi nuovamente con gli stessi scienziati e raggiungere finalmente il suo scopo.

## Produzione
Le scene ambientate nel presente, all’interno della gremita sala universitaria in cui Rubinot finalmente svela il suo viso e la sua visione, sono state girate presso l’aula magna della macro-area di Ingegneria dell'Università degli Studi di Roma Tor Vergata.

## Colonna sonora
Il compositore, orchestratore e direttore d’orchestra britannico Andrew Powell, storico membro dei The Alan Parsons Project, ha composto le musiche originali del cortometraggio, registrate e mixate da Kirsten Powell  presso lo studio Yr Hen Ysgubor a Glamorgan, nel Galles.
Il contributo di Powell al cortometraggio ha avuto una certa risonanza internazionale:  il compositore non si dedicava infatti al cinema da circa trent'anni, nonostante il grande successo della sua partitura per il celebre fantasy del 1985 Ladyhawke, diretto da Richard Donner e interpretato da Rutger Hauer e Michelle Pfeiffer e la successiva esperienza hollywoodiana nel 1988 per Il sogno del mare con Burt Lancaster, Macaulay Culkin e Kevin Spacey.
Alcune parti vocali, interpretate dalla soprano Susanna Buffa, sono state registrate a Roma presso il SoundMakers Studio sotto la supervisione del compositore e del regista. La colonna sonora del cortometraggio è stata pubblicata discograficamente nel 2018 dall’etichetta maltese Kronos Records su cd fisico in un’edizione limitata di 300 copie.